# A Billboard Hot 100 listavezetői 2012-ben

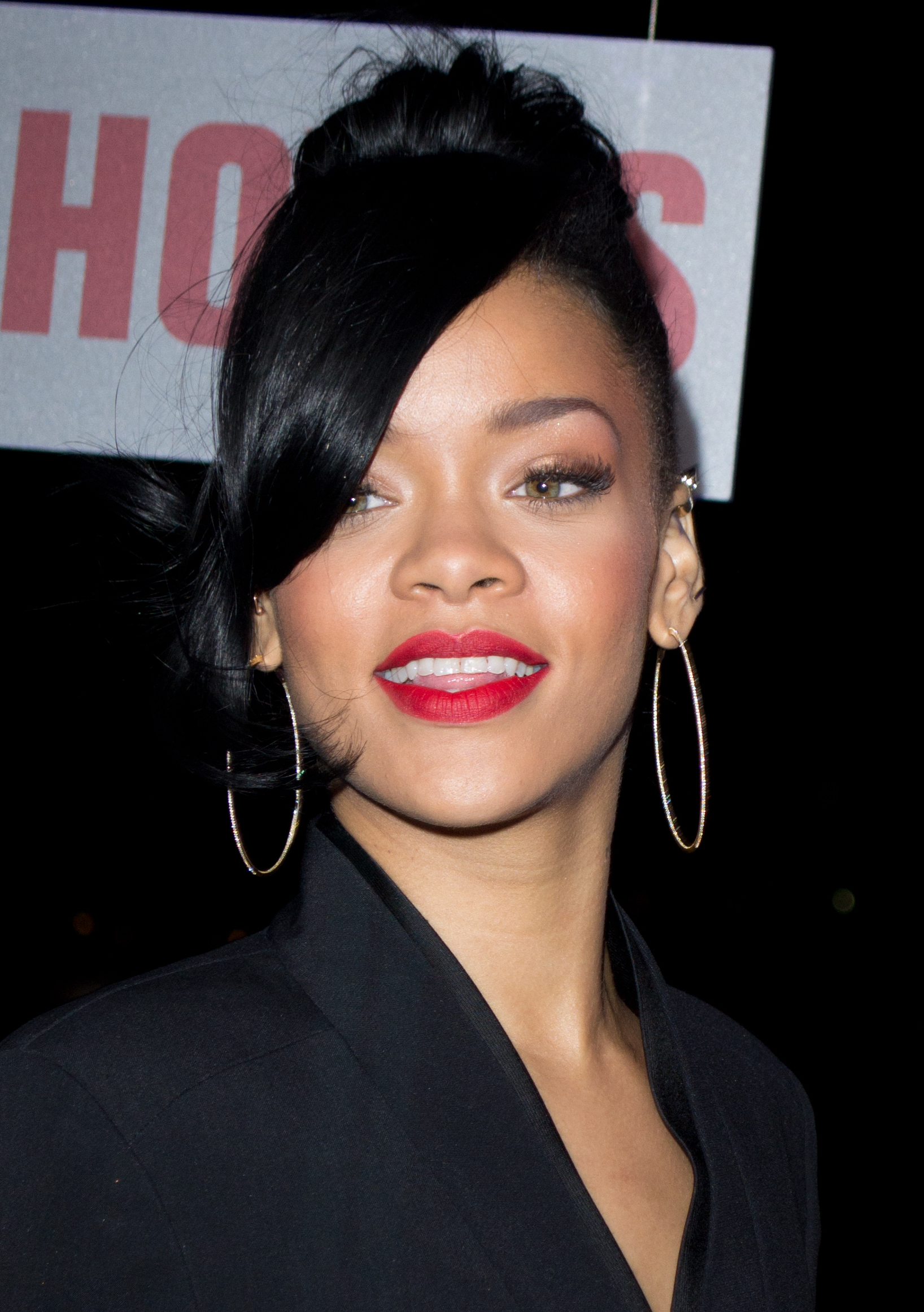
Rihanna Diamonds című dalával a lista történetének ötödik legtöbb első helyezést elérő előadójává vált.

A Billboard Hot 100 lista rangsorolja az Amerikában legjobban teljesítő kislemezeket. A digitális és fizikális eladások,  illetve a rádiós teljesítmény alapján készült listát a Billboard magazin teszi közzé hetente.

## Lista

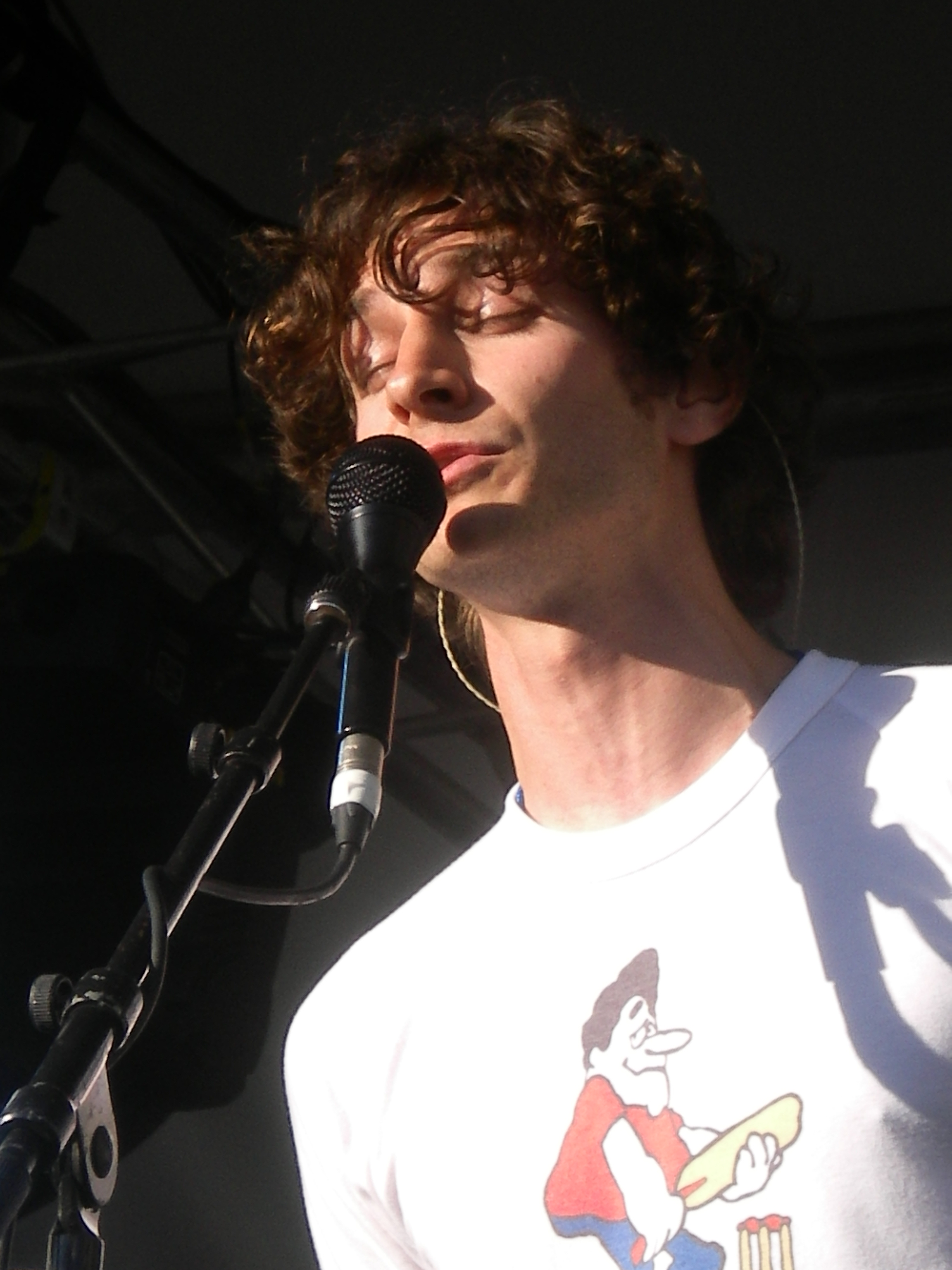
Gotye megszerezte első Hot 100-as első helyezését a Somebody That I Used to Know című dalával, amely végül az év legjobban teljesítő kislemeze lett.

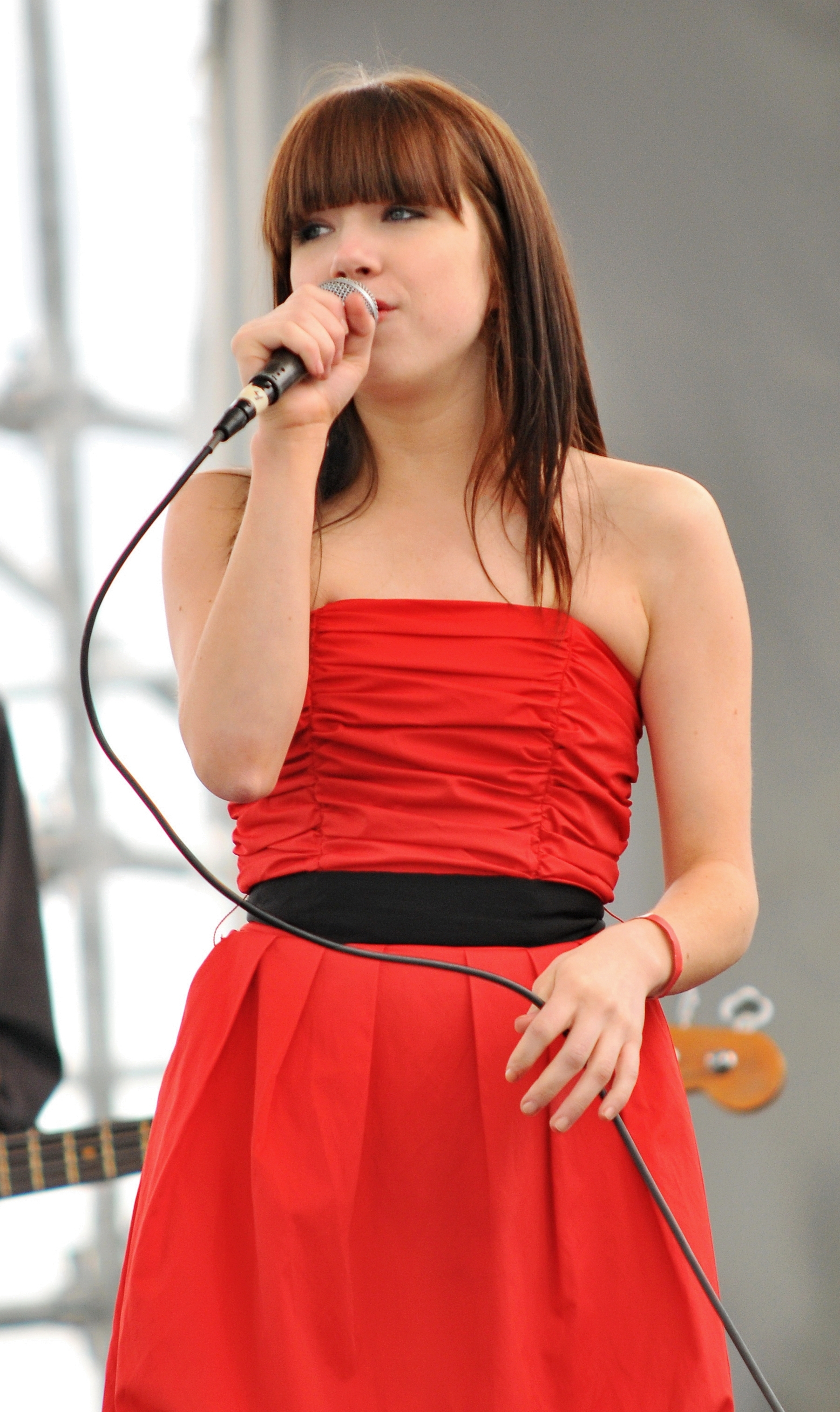
Carly Rae Jepsen megszerezte első listavezető pozícióját a Call Me Maybe című dalával, amely holtversenyben a leghosszabb ideig uralta a listát 2012-ben.

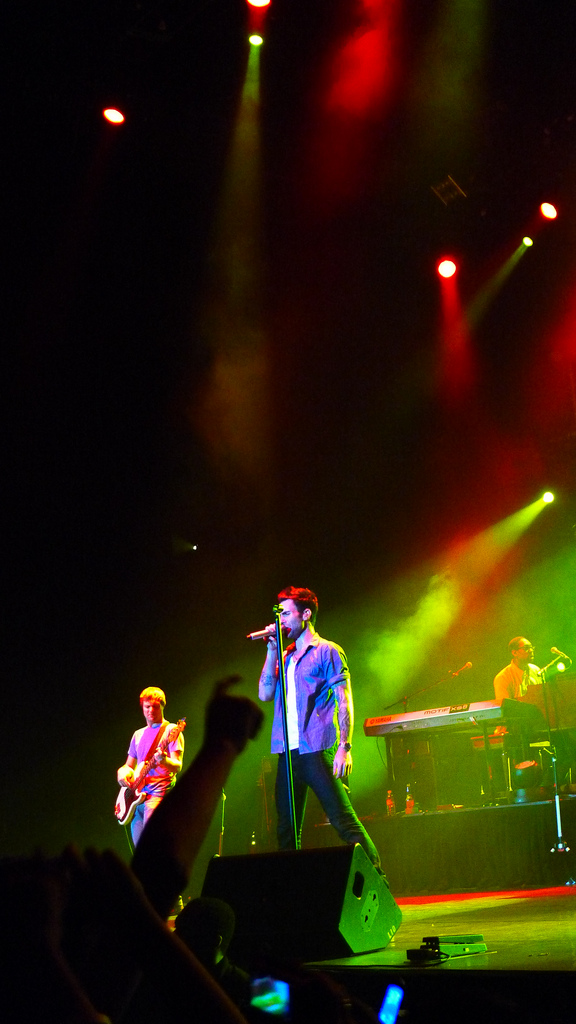
A Maroon 5 One More Night című dala holtversenyben Carly Rae Jepsennel a leghosszabb ideig uralta a listát az évben.

| Kiadás dátuma  | Dal                                     | Előadó(k)                               | Forr.  |
| -------------- | --------------------------------------- | --------------------------------------- | ------ |
| Január 7.      | Sexy and I Know It                      | LMFAO                                   | [ 4 ]  |
| Január 14.     | Sexy and I Know It                      | LMFAO                                   | [ 5 ]  |
| Január 21.     | We Found Love                           | Rihanna, Calvin Harris közreműködésével | [ 6 ]  |
| Január 28.     | We Found Love                           | Rihanna, Calvin Harris közreműködésével | [ 7 ]  |
| Február 4.     | Set Fire to the Rain                    | Adele                                   | [ 8 ]  |
| Február 11.    | Set Fire to the Rain                    | Adele                                   | [ 9 ]  |
| Február 18.    | Stronger (What Doesn’t Kill You)        | Kelly Clarkson                          | [ 10 ] |
| Február 25.    | Stronger (What Doesn’t Kill You)        | Kelly Clarkson                          | [ 11 ] |
| Március 3.     | Part of Me                              | Katy Perry                              | [ 12 ] |
| Március 10.    | Stronger (What Doesn’t Kill You)        | Kelly Clarkson                          | [ 13 ] |
| Március 17.    | We Are Young                            | Fun, Janelle Monáe közreműködésével     | [ 14 ] |
| Március 24.    | We Are Young                            | Fun, Janelle Monáe közreműködésével     | [ 15 ] |
| Március 31.    | We Are Young                            | Fun, Janelle Monáe közreműködésével     | [ 16 ] |
| Április 7.     | We Are Young                            | Fun, Janelle Monáe közreműködésével     | [ 17 ] |
| Április 14.    | We Are Young                            | Fun, Janelle Monáe közreműködésével     | [ 18 ] |
| Április 21.    | We Are Young                            | Fun, Janelle Monáe közreműködésével     | [ 19 ] |
| Április 28.    | Somebody That I Used to Know            | Gotye, Kimbra közreműködésével          | [ 20 ] |
| Május 5.       | Somebody That I Used to Know            | Gotye, Kimbra közreműködésével          | [ 21 ] |
| Május 12.      | Somebody That I Used to Know            | Gotye, Kimbra közreműködésével          | [ 22 ] |
| Május 19.      | Somebody That I Used to Know            | Gotye, Kimbra közreműködésével          | [ 23 ] |
| Május 26.      | Somebody That I Used to Know            | Gotye, Kimbra közreműködésével          | [ 24 ] |
| Június 2.      | Somebody That I Used to Know            | Gotye, Kimbra közreműködésével          | [ 25 ] |
| Június 9.      | Somebody That I Used to Know            | Gotye, Kimbra közreműködésével          | [ 26 ] |
| Június 16.     | Somebody That I Used to Know            | Gotye, Kimbra közreműködésével          | [ 27 ] |
| Június 23.     | Call Me Maybe                           | Carly Rae Jepsen                        | [ 28 ] |
| Június 30.     | Call Me Maybe                           | Carly Rae Jepsen                        | [ 29 ] |
| Július 7.      | Call Me Maybe                           | Carly Rae Jepsen                        | [ 30 ] |
| Július 14.     | Call Me Maybe                           | Carly Rae Jepsen                        | [ 31 ] |
| Július 21.     | Call Me Maybe                           | Carly Rae Jepsen                        | [ 32 ] |
| Július 28.     | Call Me Maybe                           | Carly Rae Jepsen                        | [ 33 ] |
| Augusztus 4.   | Call Me Maybe                           | Carly Rae Jepsen                        | [ 34 ] |
| Augusztus 11.  | Call Me Maybe                           | Carly Rae Jepsen                        | [ 35 ] |
| Augusztus 18.  | Call Me Maybe                           | Carly Rae Jepsen                        | [ 2 ]  |
| Augusztus 25.  | Whistle                                 | Flo Rida                                | [ 36 ] |
| Szeptember 1.  | We Are Never Ever Getting Back Together | Taylor Swift                            | [ 37 ] |
| Szeptember 8.  | We Are Never Ever Getting Back Together | Taylor Swift                            | [ 38 ] |
| Szeptember 15. | Whistle                                 | Flo Rida                                | [ 39 ] |
| Szeptember 22. | We Are Never Ever Getting Back Together | Taylor Swift                            | [ 40 ] |
| Szeptember 29. | One More Night                          | Maroon 5                                | [ 41 ] |
| Október 6.     | One More Night                          | Maroon 5                                | [ 42 ] |
| Október 13.    | One More Night                          | Maroon 5                                | [ 43 ] |
| Október 20.    | One More Night                          | Maroon 5                                | [ 44 ] |
| Október 27.    | One More Night                          | Maroon 5                                | [ 45 ] |
| November 3.    | One More Night                          | Maroon 5                                | [ 46 ] |
| November 10.   | One More Night                          | Maroon 5                                | [ 47 ] |
| November 17.   | One More Night                          | Maroon 5                                | [ 48 ] |
| November 24.   | One More Night                          | Maroon 5                                | [ 49 ] |
| December 1.    | Diamonds                                | Rihanna                                 | [ 1 ]  |
| December 8.    | Diamonds                                | Rihanna                                 | [ 50 ] |
| December 15.   | Diamonds                                | Rihanna                                 | [ 51 ] |
| December 22.   | Locked Out of Heaven                    | Bruno Mars                              | [ 52 ] |
| December 29.   | Locked Out of Heaven                    | Bruno Mars                              | [ 53 ] |